# Alexandre Caizergues
Alexandre Caizergues, kitesurfeur français, est le premier homme au monde à avoir franchi la vitesse de 100 km/h sur l'eau en étant propulsé par la force du vent. Son chrono, réalisé le 12 octobre 2010 en Namibie, fut officiellement homologué à 54,10 nœuds (100,19 km/h). Le précédent record était détenu depuis septembre 2009 par Alain Thebault avec L'Hydroptère (51,36 nœuds).

## Biographie
Né le 14 mars 1979 à Marseille, il est le fils de Philippe Caizergues, maire honoraire et surfeur de Port Saint Louis du Rhône  (Bouches-du-Rhône). Alexandre Caizergues grandit par la suite dans cette ville portuaire où il découvre, en compagnie de son père et de son frère, le kitesurf en 2002. Ses études de marketing étant finies, il concilie son premier job avec sa passion naissante.
2005 marque son entrée dans la compétition aux mondial du vent de Leucate. Deux ans après, il obtient son premier titre de champion (Champion du Monde PKRA Speed).
Le 4 octobre 2008 en Namibie, Alexandre Caizergues établit le nouveau record du monde de vitesse à la voile avec une moyenne sur 500 m de 50,57 nœuds (environ 93 km/h).
En 2009, il gagne pour la troisième fois d'affilée le titre de champion du monde de vitesse.

## Palmarès
Palmarès entre 2006 et 2009
3 x Champion du monde de vitesse (2007, 2008, 2009)
Recordman du monde de vitesse toutes catégories
Recordman du monde de vitesse kite depuis 2007
2 x Champion de France de vitesse FFVL
Vice-Champion d'Europe de Longue Distance 2008
Vice-Champion du monde de vitesse en 2006
2009 :
Champion du Monde de vitesse IKA
Pour la 3e année consécutive, vainqueur de l'étape française de la PKRA Speed.
Champion de France de vitesse FFVL
2008 :
Recordman du Monde de vitesse à la voile (nouveau record du monde à 50,57 nœuds de moyenne sur 500 m)
Champion du Monde PKRA Speed
Vainqueur du Luderitz Speed Challenge
Champion de France de vitesse FFVL
Vice-Champion d'Europe de kite crossing (longue distance)
2007 :
Vainqueur des étapes française et namibienne PKRA Speed.
Champion du Monde PKRA Speed
Recordman du Monde de vitesse en kite, 3e meilleure performance de tous les temps sur l'eau.
2006 : 
Vainqueur de l'étape française de la Coupe du Monde PKRA Speed.
Vice-Champion du Monde PKRA Speed
2005 :
Première compétition de vitesse.
12e au Mondial du Vent de Leucate.

## Création de Syroco
En 2019, Alexandre Caizergues crée la société Syroco pour développer « un bolide aquatique capable de filer à 150 km/h à la seule force du vent ». Le projet donne lieu au développement d'un logiciel de calcul de la trajectoire la plus économique pour un bateau, dont la licence payante est diffusée à des armateurs,.  

## Décoration
- Chevalier de l'ordre du Mérite maritime (2024)[5]. Remise le 13 Décembre 2024 par Guillaume Faury[6]